# Częstochowskie Towarzystwo Naukowe
Częstochowskie Towarzystwo Naukowe, CzTN – towarzystwo służące rozwojowi nauki i kultury regionu częstochowskiego poprzez działalność popularyzatorską oraz wydawniczą.
W ramach działalności CzTN odbywają się konferencje, sesje i spotkania naukowe i popularnonaukowe na różne tematy; a także zakończony już cykl audycji o fizyce prof. Mariana Głowackiego w Radiu F.I.A.T. Towarzystwo wydaje roku od 1934 czasopismo Ziemia Częstochowska. Zrzesza 79 członków czynnych, dwóch honorowych (rektor AJD w Częstochowie – prof. Janusz Berdowski i dyrektor Biblioteki Publicznej w Częstochowie – mgr Ewa Derda).
CzTN prowadzi działalność w zakresie propagowania idei utworzenia Jurajskiego Parku Narodowego (szczególnie prof. J. Hereźniak), współorganizuje konkursy dla młodzieży szkolnej oraz włącza się w akcje o szerszym zasięgu (jak w 2005 Światowy Rok Fizyki).
CzTN nie posiada własnego lokalu, spotkania odbywają się w budynkach Akademii im. Jana Długosza i Muzeum Częstochowskiego.
Cyklicznie w ostatnie poniedziałki miesiąca (z wyjątkiem okresu wakacyjnego: lipiec - wrzesień) prowadzi wykłady naukowe i popularnonaukowe dla mieszkańców Częstochowy i gości w "Centrum Promocji Młodych" - Willa Generała Al. Wolności 30 w Częstochowie.

## Historia
Towarzystwo zostało założone staraniami inż. Kazimierza Kühna 25 lutego 1932 roku, jako Towarzystwo Popierania Kultury Regionalnej. W początkowym okresie działalności położono nacisk na ochronę przyrody (działania mające na celu utworzenie rezerwatów: bukowego w Złotym Potoku, w pobliżu Jasnej Góry, opiekę nad cisami i jałowcami w Częstochowie), ochronę i konserwację zabytków regionu oraz utworzenie stref turystycznych wokół miasta (co miało zaowocować ulgami dla turystów i pielgrzymów na przejazdy PKP). Już w 1934 ukazał się pierwszy numer Ziemi Częstochowskiej nakładem tysiąca egzemplarzy.
W okresie napaści i okupacji hitlerowskiej Towarzystwo przestało działać, a nieomal cały dorobek został zniszczony. Jedynie część dokumentacji uratował Kazimierz Saboka, ówczesny dyrektor Gimnazjum i Liceum im. Henryka Sienkiewicza. Towarzystwo ponownie zaczęło działać 11 kwietnia 1946, lecz w 1950 roku władze miejskie zawiesiły jego działalność. Oficjalnie umotywowane to było tym, że Towarzystwo częściowo dublowało pracę instytucji miejskich, lecz faktycznie powiązane to było z faktem, że TPKR kontynuowało przedwojenną tradycję, co nie podobało się władzy komunistycznej.
29 listopada 1957 powołano z powrotem Towarzystwo podzielone na dwie sekcje: naukową i artystyczną. 26 kwietnia 1979 roku na walnym zebraniu zmieniono nazwę Towarzystwa Popierania Kultury Regionalnej na obecną.
W 1993 zrezygnowało z podziału na wydziały.

### Prezesi
- 1932-1932 Kazimierz Kühn
- 1932-1938 Wacław Płodowski
- 1938-1939 Aleksander Radłowski
- 1939-1946 działalność zawieszona
- 1946-1950 Aleksander Radłowski
- 1950-1957 działalność zawieszona
- 1957-1962 Antoni Kłyk
- 1962-1979 Eugeniusz Suchecki
- 1979-1984 Jerzy Kołakowski
- 1984-1989 Leopold Jezierski
- 1989-1993 Marceli Antoniewicz
- 1993-2013 Marian Głowacki
- 2013-2015 Grzegorz Majkowski
- 2015-2021 Cezary Gębicki
- 2021 - Beata Urbanowicz